# آمریگدون
آمریگدون (به انگلیسی: Amerigeddon) یک فیلم اکشن آمریکایی محصول سال ۲۰۱۶ به کارگردانی مایک نوریس و نویسندگی گری هیوین و چیس هانتر است. این فیلم یک حمله خیالی به ایالات متحده توسط دولت خود را توصیف می‌کند که در هماهنگی با یک سازمان جهانی نخبه گرا و سازمان ملل متحد کار می‌کند. هیوین گفته‌است که وقایع فیلم را «تهدیدی بسیار واقعی» می‌داند.

## داستان
در آینده نزدیک، یک سازمان تروریستی جهانی که با سازمان ملل متحد هماهنگ است، با دولت ایالات متحده همکاری می‌کند تا شبکه برق کشور را با حمله‌ای به صورت بمب الکترومغناطیسی از کار بیندازد. هنگامی که حکومت نظامی حکومت نظامی برقرار می‌شود، خانواده‌ای از میهن‌پرستان برای نجات بخش کوچک خود از ایالات متحده می‌جنگند. «میهن پرستان» پس از یک نبرد شدید با موفقیت در برابر حمله اولیه سازمان ملل مقاومت می‌کنند، اما شخصیت‌های اصلی نشان می‌دهند که جنگ تازه شروع شده‌است.

## تولید و انتشار
این فیلم در مزرعه‌ای در تگزاس مرکزی، هیوین و در شهرهای مجاور فیلمبرداری شد و اکثر بازیگران به صورت محلی استخدام شدند. فیلم در ۱۳ می ۲۰۱۶ به صورت ویدئویی منتشر شد.